# Есильбай
Есильбай (каз. Есілбай) — село в Щербактинском районе Павлодарской области Казахстана. Входит в состав Чигириновского сельского округа. Код КАТО — 556865200.

## Население
В 1999 году население села составляло 700 человек (361 мужчина и 339 женщин). По данным переписи 2009 года, в селе проживали 853 человека (435 мужчин и 418 женщин).